# مارك دورانت
مارك دورانت (بالإنجليزية: Mark Durante؛ بالألمانية: Mark Durante) هو موسيقي أمريكي وألماني، ولد في 1951 في ميلواكي في الولايات المتحدة.

## وصلات خارجية
- مارك دورانت على موقع ميوزك برينز (الإنجليزية)
- مارك دورانت على موقع أول ميوزيك (الإنجليزية)
- مارك دورانت على موقع ديسكوغز (الإنجليزية)